# Brian Graden
Brian Graden (* 1963) ist ein US-amerikanischer Manager.

## Leben
Graden wuchs in Illinois auf. Er studierte Wirtschaftswissenschaften an der Oral Roberts Universität, wo er 1985 graduierte. Danach studierte er an der Universität Harvard. Nach seinem Studium begann er beim Fernsehsender FOX zu arbeiten. Er ist Präsident des Fernsehsenders Logo. Von 1997 bis 2010 war er Produzent von mehreren Folgen der Serie South Park und arbeitete bei der Entwicklung der jeweiligen Drehbücher mit.

## Preise und Auszeichnungen (Auswahl)
- 2008: Vito Russo Award, GLAAD Media Awards[3]